# 罗兰·加洛斯球场

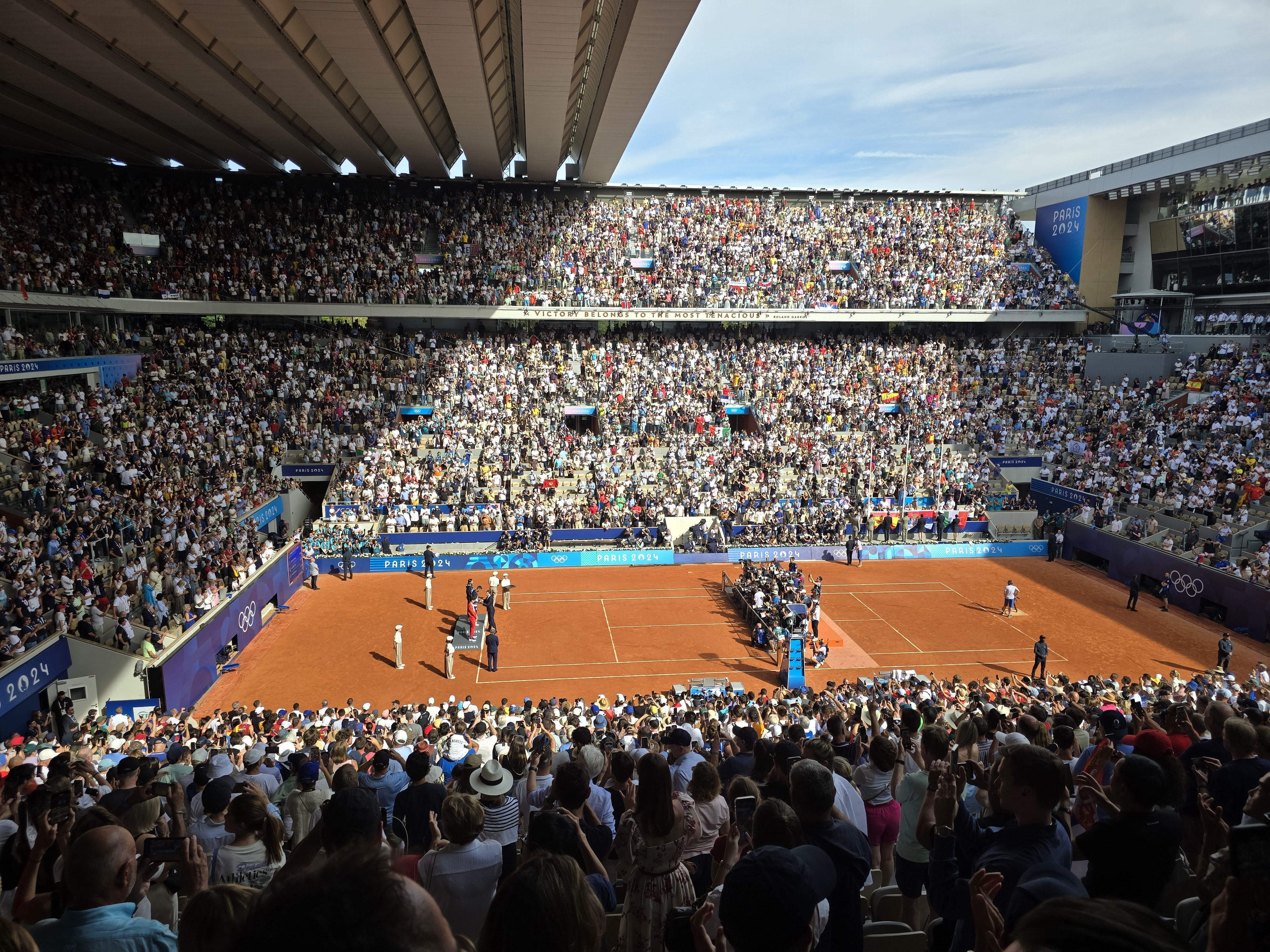
位于罗兰·加洛斯球场举行的2024年巴黎奥运会网球男子单打颁奖仪式

罗兰·加洛斯球场（Stade Roland-Garros）坐落在巴黎西郊，是四大满贯赛事之一法国网球公开赛的比赛场地，每年5月底至6月初都会在此进行全球最高水准的红土网球的决战。球场的名字是为了纪念法国民族英雄罗兰·加洛斯。
球场始建于1928年，于1999年进行重大重建，共有23个比赛场地，主要场地及容量包括：
- 菲利普·沙特里耶球場（中央球场）：15,059人
- 蘇珊·朗格倫球場：10,076人
- 西蒙娜·馬修球場：5,000人

场内并设有由法国网球联会管理的网球博物馆（Tenniseum）。2024年巴黎奥运会的网球与拳击比赛在此举行。

## 场地表面
虽然罗兰·加洛斯球场的表面被认为是“红土”，但实际上是以白色石灰岩铺设，並在其上覆盖着数毫米厚的红色砖粉。在3英寸（7.6）厚的多孔石灰岩层下面是6英寸（15）厚的火山岩，然后是3英尺（91）厚的沙子，所有这些都坐落在混凝土板上。用滚筒把碎砖压在石灰岩表面，而后淋水。这个过程重复多次，直到一层薄而致密的表层覆盖每个球场。
碎砖的深度足以留下脚印和球痕，但不会造成球场变得松软或湿滑。在比赛期间，工作人员会在比赛前和每盘比赛之间用拖曳矩形链条来平整场地表面。红色砖粉会根据需要补充（在大型比赛中每天补充）。
1928年，天然红土球场面临着严重排水不良问题，当时即便是短时间的降雨，球场往往在两到三天内都无法使用。而石灰岩/碎砖表面则被视为解决这一问题的最先进方案，石灰岩/碎砖的组合最初是在英国开发，此后又开发了许多其他的合成红土表面。这些材料铺设的球场与天然红土球场的打球感觉非常相似，都被归类为“红土球场”。
近一个世纪以来几乎不再有「真正」的红土球场，世界各地各种“红土”表面的成分差异解释了它们在比赛特性上的巨大差异。维纳斯·威廉姆斯曾说过：“所有的红土球场都不一样。没有一个是相同的。罗兰·加洛斯是最好的。”

## 球場介紹

### 菲利普·沙特里耶球場
菲利普·沙特里耶球场建于1928年，是罗兰·加洛斯球场的核心“中央球场”。在2019年翻新后，可容纳15,225名观众。2001年，为纪念长期担任法国网球联合会 （FFT）主席并帮助网球在1988年恢复为夏季奥运比赛项目的菲利普·沙特里耶而更名。

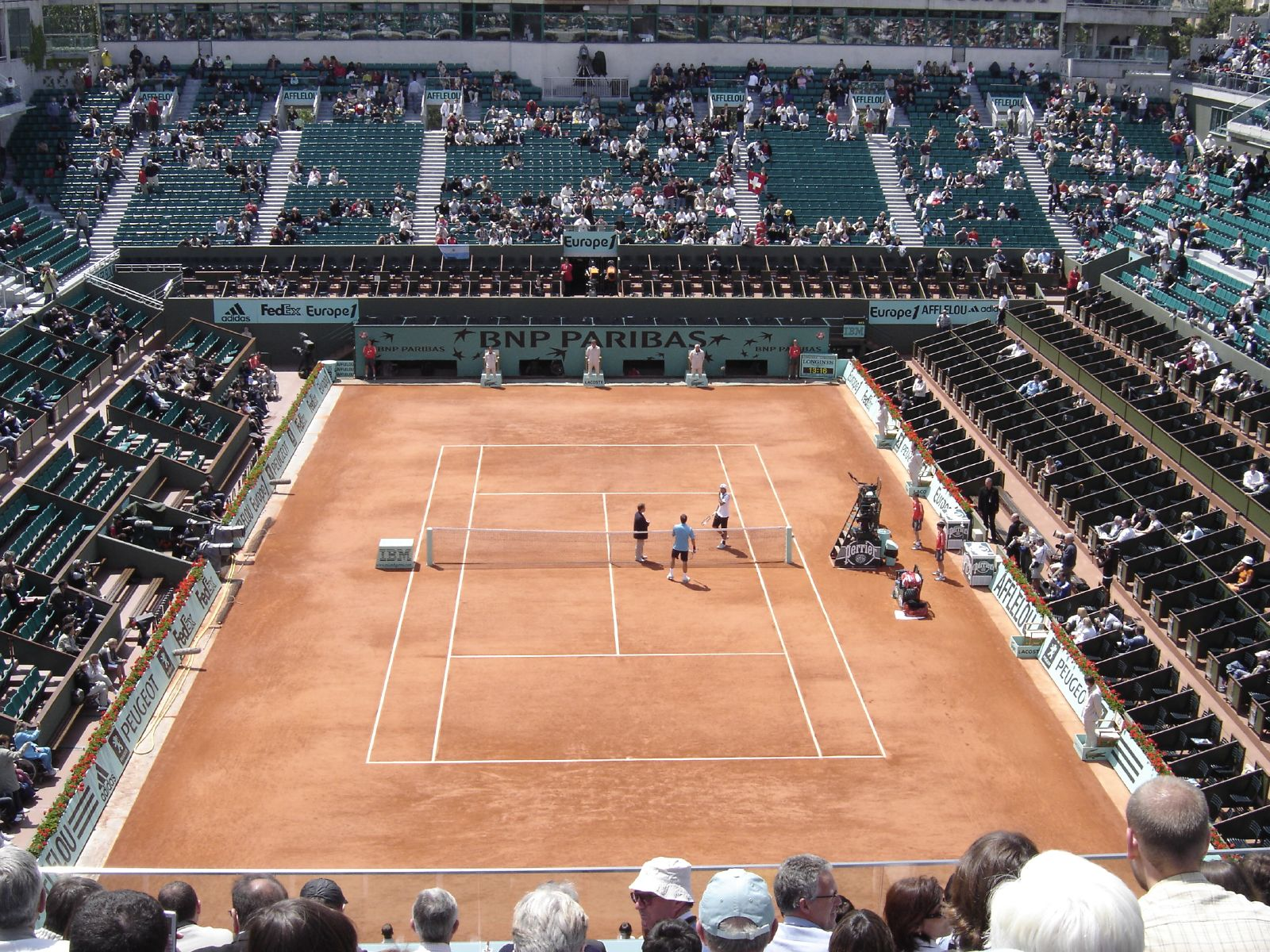
2007年，翻新前的菲利普·沙烏地里球場

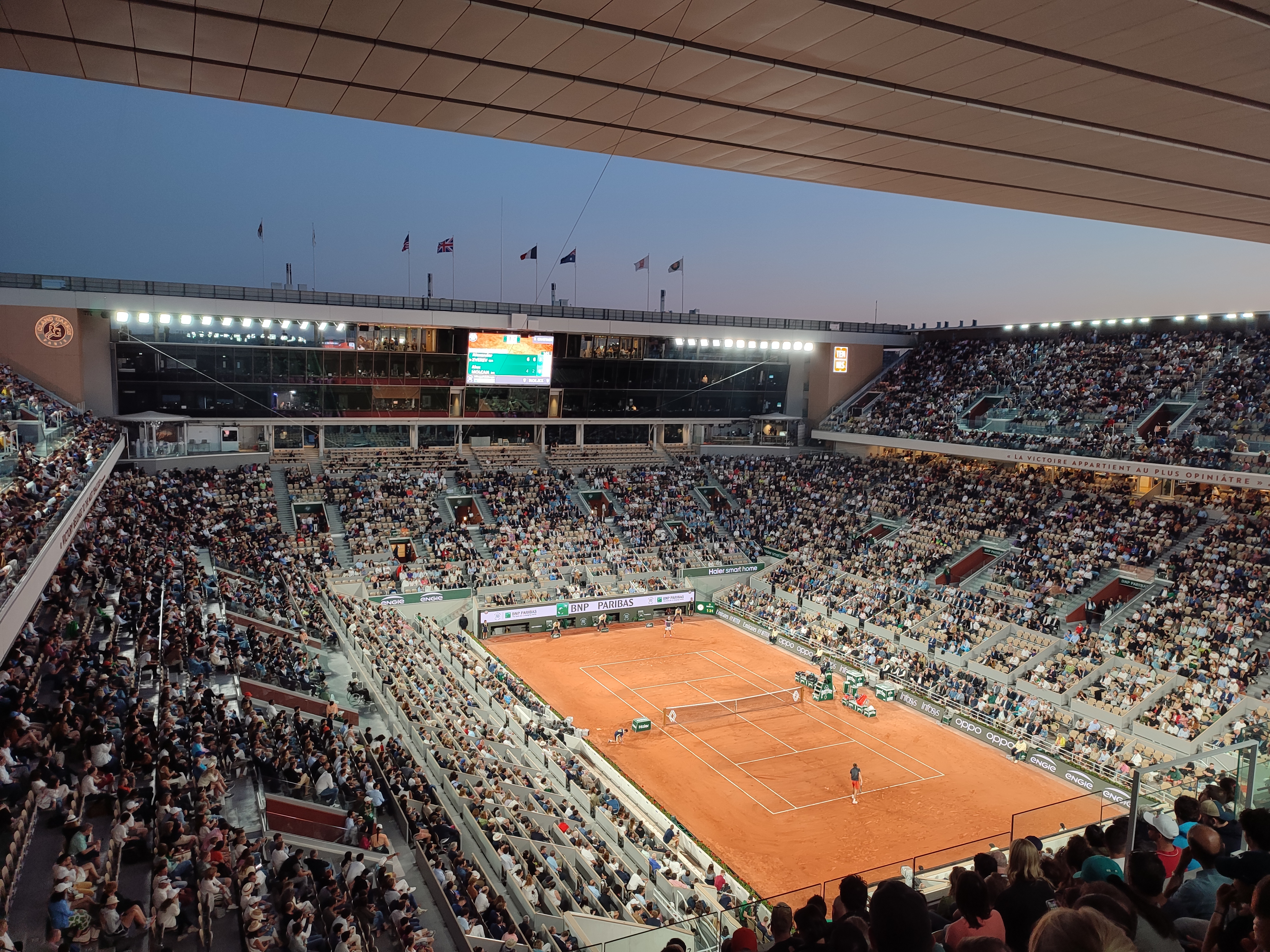
2023年的菲利普·沙特里球场

四个主要的观众看台以“四剑客”——布鲁尼翁、博特拉、科切特和拉科斯特命名，以纪念他们在台維斯盃上的成功，促使了球场的建设。作为进一步的致敬，每年颁发给法网男子单打的冠军奖盃称为火枪手盃。
在2018年赛事结束后，球场除地基外被彻底拆除并重建更为陡峭的看台，在2019年赛前完工。可伸缩的屋顶和泛光灯則在2020年锦标赛啟用，该届由于COVID-19疫情而推迟到9月举行。

### 苏珊·朗格伦球场

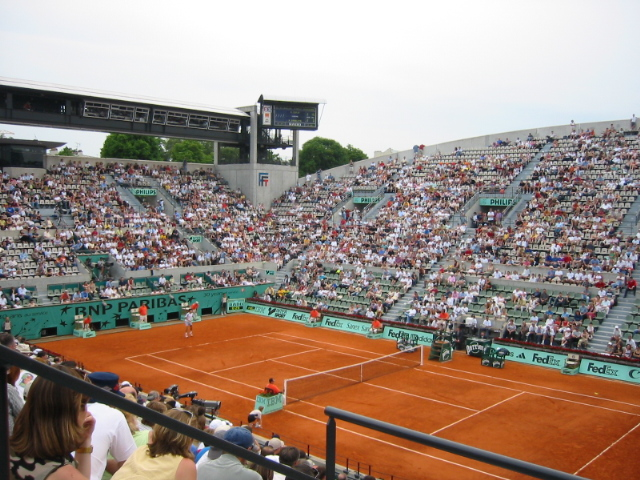
2002年的苏珊·朗格伦球场

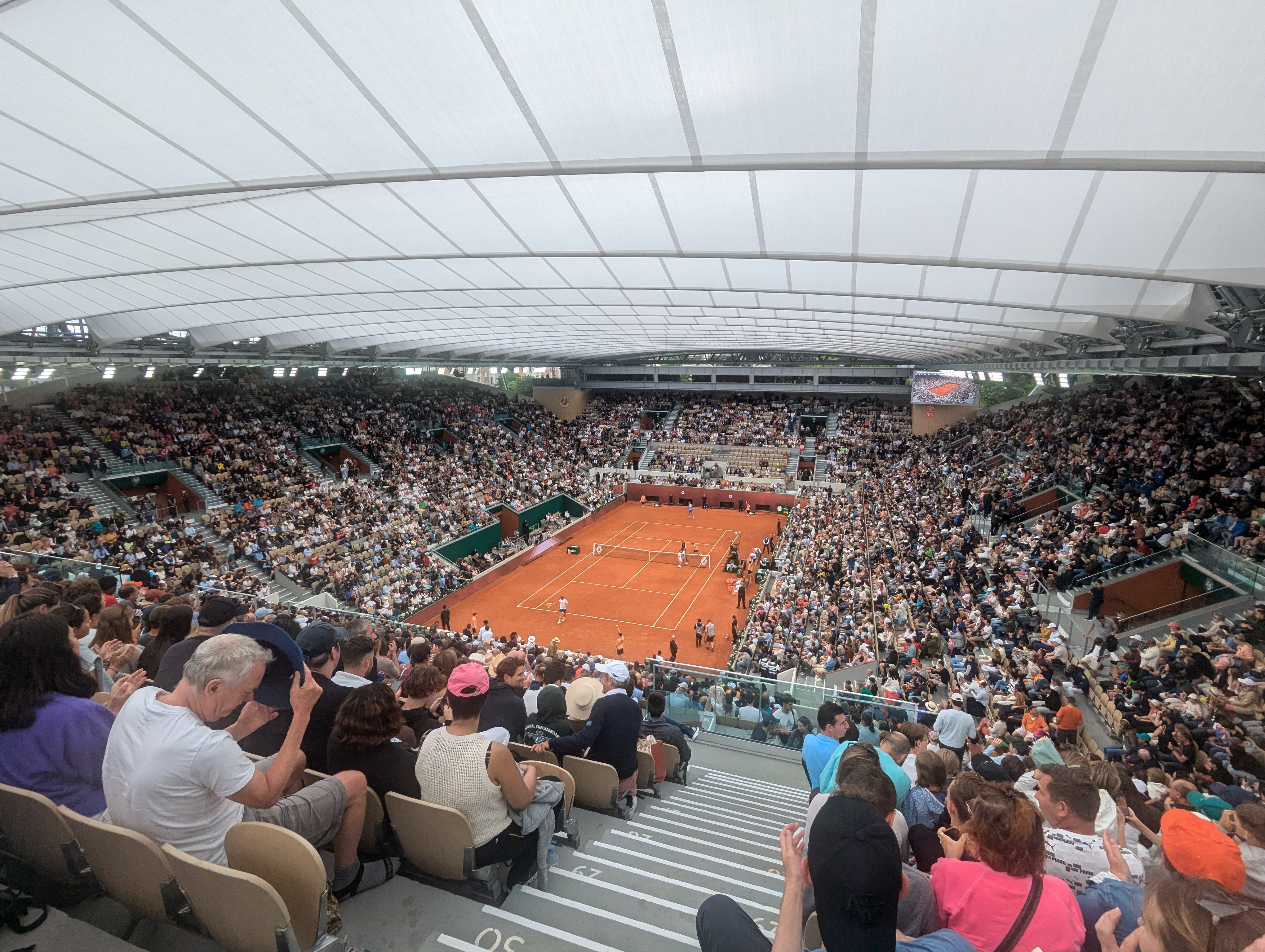
2024年，苏珊·朗格伦球场及其新屋顶。

苏珊·朗格伦球场建于1994年，最初被称为“A球场”，是可容纳10,068名观众的第二大球场。该球场以女子网坛第一位真正的明星、被称为法国网坛的“女神”（La Divine）和“伟大女士”（La Grand Dame）的苏珊·朗格伦命名。她在1914至1926年间赢得了31个大满贯赛事冠军（包括6个法网和6个温网冠军），并在1920年安特卫普赢得两枚奥运金牌。球场东侧隧道入口上方矗立着一尊由意大利雕塑家维托·通吉亚尼创作的朗格伦青铜浅浮雕。每年颁发给法网女子单打冠军的奖盃命名为苏珊·朗格伦盃。
球场拥有第一个地下灌溉系统，用于控制球场表面的湿度。一个覆盖球场的可伸缩屋顶在2024年巴黎奥运前安装完毕，于5月26日在法网首日正式启用。由两个尺寸为100米乘以20米的侧面结构和一块白色帆布组成，可在15分钟内关闭。屋顶的灵感来自苏珊·朗格伦的百褶裙，结构上还安装了光伏板。
1994年，为纪念在該年去世的20世纪40年代法国冠军马塞尔·贝尔纳，连接沙特里耶球场和朗格伦球场之間的走道被命名为马塞尔·贝尔纳大道。

### 西蒙娜·马蒂厄球场

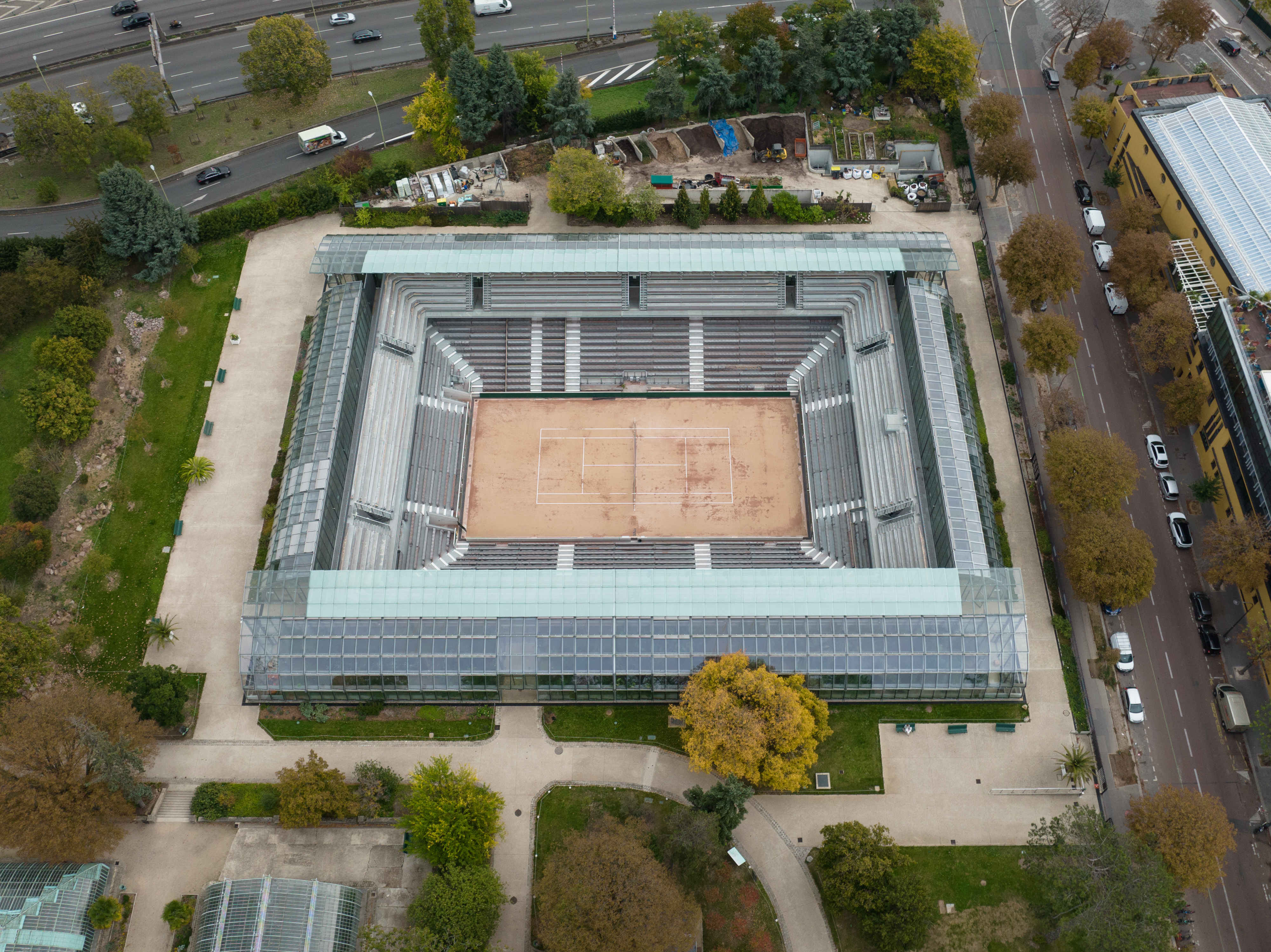
2022年的西蒙娜·马蒂厄球场

新的5000席第三比赛场地于2019年3月在奥特伊温室花园建成，取代被拆除的1号球场。该球场以西蒙娜·马蒂厄命名，她是1938年和1939年的女单冠军，也是第二次世界大战期间法国抵抗运动的领袖。球场建在地平面以下四米处，四周环绕着温室。

### 1号球场

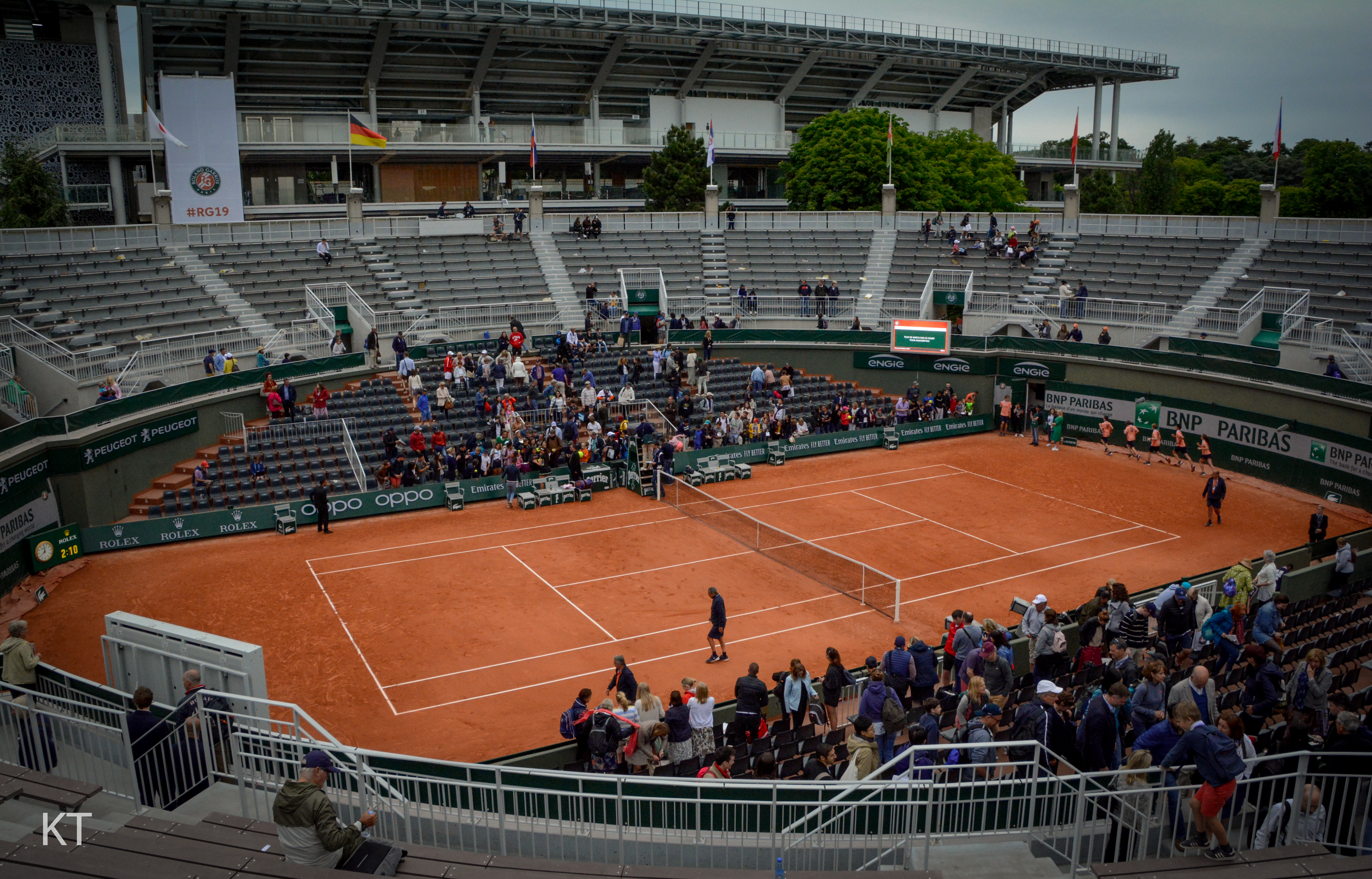
2019年锦标赛期间的1号球场

1号球场拥有3800个座位，因其圆形形状而被称为“斗牛场”，2019年拆除前曾是第三个比赛场地。建筑师让·洛维拉是前法国青少年冠军，他的设计与棱角分明的菲利普·沙特里耶球场形成鲜明对比。斗牛场建于1980年，由于其规模相对较小，觀眾席貼近球场，因此深受认真观看网球比赛的球迷的喜爱。一个不寻常的设计特点是它的媒体席位于南侧底线后方的球场层的第一排。
1号球场也是几场令人难忘的法网冷门賽果的发生地，例如1997年非种子选手古斯塔沃·库尔滕在第三轮战胜了5号种子、前冠军托馬斯·穆斯特，最终获得了他的首个法網冠军（生涯共获得了三个法網冠军）；以及1993年3号种子选手加布里埃拉·萨巴蒂尼在1/4决赛在6-1、5-1领先兩盤，且手握五个赛点的情况下输给了瑪麗·喬·費爾南德斯。这里也是马拉特·萨芬在2004年对阵費利克斯·曼蒂利亞时著名的“脱裤子”比赛的发生地。
1号球场在2019年赛事结束后展开拆除，原先的位置另建成火枪手广场，观众可以在广场收看即時比赛轉播。

## 交通
最近罗兰·加洛斯球场的地鐵站為奥特伊门站（10號線）和米歇尔-安热-莫利托站（9號線和10號線），兩站分別位於球場的北方和東南方。